# Fidelis dispensator et prudens
Fidelis dispensator et prudens (pol. Rządca wierny i roztropny) – czwarte motu proprio papieża Franciszka. 
Dokument dotyczy instytucji finansowych Państwa Watykańskiego oraz Stolicy Apostolskiej i przewiduje:
1. Ustanowienie nowego Sekretariatu ds. Gospodarczych, który będzie miał władzę nad wszystkimi działaniami administracyjnymi i gospodarczymi Stolicy Apostolskiej i Państwa Watykańskiego. Sekretariat będzie odpowiedzialny m.in. za przygotowanie całorocznego budżetu Stolicy Apostolskiej i Państwa Watykańskiego, a także za planowanie finansowe i różne funkcje pomocnicze, takie jak zasoby ludzkie i zaopatrywanie. Sekretariat będzie zobowiązany do przygotowania szczegółowego budżetu Stolicy Apostolskiej i Państwa Watykańskiego.
2. Sekretariat ds. Gospodarczych wdroży dyrektywy sformułowane przez nową Radę ds. Gospodarczych. Składać się ona będzie z 15 członków, w tym ośmiu kardynałów lub biskupów, którzy będą odzwierciedlać powszechność Kościoła oraz siedmiu ekspertów świeckich różnych narodowości o kompetencjach finansowych i o uznanym profesjonalizmie. Rada będzie zbierać się okresowo w celu oceny konkretnych dyrektyw i akt oraz aby przygotowywać i analizować sprawozdania z działalności ekonomiczno-administracyjnej Stolicy Apostolskiej.
3. Sekretariat ds. Gospodarczych będzie kierowany przez kardynała prefekta, który będzie składał sprawozdania Radzie ds. Gospodarczych. Sekretarz Generalny będzie współpracował z kardynałem prefektem w zarządzaniu codzienną działalnością.
4. Prefektem Sekretariatu ds. Gospodarczych został mianowany kardynał George Pell, arcybiskup Sydney.
5. Powołanie Audytora Generalnego, którego mianuje Ojciec Święty. Będzie on wyposażony w uprawnienia do przeprowadzania audytów wszelkich agend czy też instytucji Stolicy Apostolskiej i Państwa Watykańskiego.
6. Potwierdzenie roli Administracji Dóbr Stolicy Apostolskiej (APSA) jako banku centralnego Watykanu, ze wszystkimi obowiązkami i odpowiedzialnościami instytucji analogicznych na całym świecie.
7. Urząd Informacji Finansowej (AFI) będzie nadal odgrywał swoją obecną fundamentalną rolę nadzoru ostrożnościowego i regulowania działalności w obrębie Stolicy Apostolskiej i Państwa Watykańskiego.